# Мелеєшть (Муреш)
Мелеєшть, Мелеєшті (рум. Mălăești) — село у повіті Муреш в Румунії. Входить до складу комуни Валя-Ларге.
Село розташоване на відстані 289 км на північний захід від Бухареста, 36 км на захід від Тиргу-Муреша, 41 км на південний схід від Клуж-Напоки.

## Населення
За даними перепису населення 2002 року у селі проживали 5 осіб. Усі жителі села рідною мовою назвали румунську.